# Orchestina setosa
Orchestina setosa là một loài nhện trong họ Oonopidae.
Loài này thuộc chi Orchestina. Orchestina setosa được miêu tả năm 1916 bởi Dalmas.